# تئودور گمپرتس
تِئودور گُمْپِرْتْس (به آلمانی: Theodor Gomperz) فیلسوف اتریشی یهودی و فیلولوگ کلاسیک بود.
گمپرتس از استادی خود در وین استعفا داد تا تمام انرژی خود را صرف بزرگترین کار خود "متفکران یونانی" کند، که اولین بار در سال ۱۸۹۳ چاپ شد.

## زندگینامه
پدر او کارخانه پارچه های ابریشمی داشت و فرزندش هم راه اورا ادامه داد و معلم فلسفه شد، تئودور در دانشگاه‌های برنو و وین درس خوانده و در سال ۱۸۶۷ تحت نظر هرمان بونیتس از دانشگاه وین فارغ‌التحصیل شد. در سال ۱۸۸۲ به عضویت آکادمی علوم پروس درآمد. وی درجهٔ دکترای فلسفه را از دانشگاه کُنیگسبرگ و دکترای ادبیات را از دانشگاه‌های کمبریج و دوبلین دریافت نمود؛ وی در بادن حوالی وین درگذشت.

## آثار
- متفکران یونانی، سه جلد، ترجمهٔ محمدحسن لطفی تبریزی
- تعبیر رؤیاها و جادوها، ۱۸۶۶
- دربارهٔ فن شعر ارسطو (دو بخش، ۱۸۸۸–۱۸۹۶)
- دفاعیه‌ای بر هنر شفاء، ۱۸۹۰

- Demosthenes der Staatsmann (1864)
- Philodemi de ira liber (1864)
- Herculanische Studien (1865-1866)
- Beitrage zur Kritik und Erklarung griech. Schriftsteller (7 vols, 1875-1900)
- Neue Bruchstucke Epikurs (1876)
- Die Bruchslucke der griech. Tragiker und Cobets neueste kritische Manier (1878)
- Herodoteische Studien (1883)
- Ein bisher unbekannies griech. Schriftsystem (1884)
- Zu Philodems Buchern von der Musik (1885)
- Über den Abschluß des herodoteischen Geschichtswerkes (1886)
- Platonische Aufsatze (3 vols, 1887-1905)
- Zu Heraklits Lehre und den Überresten seines Werkes (1887)
- Über die Charaktere Theophrasts (1888)
- Nachlese zu den Bruchstücken der griechischen Tragiker (1888)
- Philodem und die astheiischen Schriften der herculanischen Bibliothek (1891)
- Die Schrift vom Staatswesen der Athener (1891)
- Die jüngst entdeckten Überreste einer den platonischen Phaedon enthaltenden Papyrusrolle (1892)
- Aus der Hekale des Kallimachos (1893)
- Essays und Erinnerungen (1905)
- Die Apologie der Heilkunst. Eine griechische Sophistenrede des 5. vorchristlichen Jahrhunderts (1910)
- Hellenika. Eine Auswahl philologischer und philosophiegeschichtlicher kleiner Schriften (1912)